# Chi Ban
Chi Ban, tên khoa học Hypericum /ˌhaɪˈpiːrɪkəm/, là một chi thực vật gồm khoảng 490 loài thực vật có hoa trong họ Ban (Hypericaceae) (trước kia là một phân họ trong họ Clusiaceae).

## Một số loài tiêu biểu

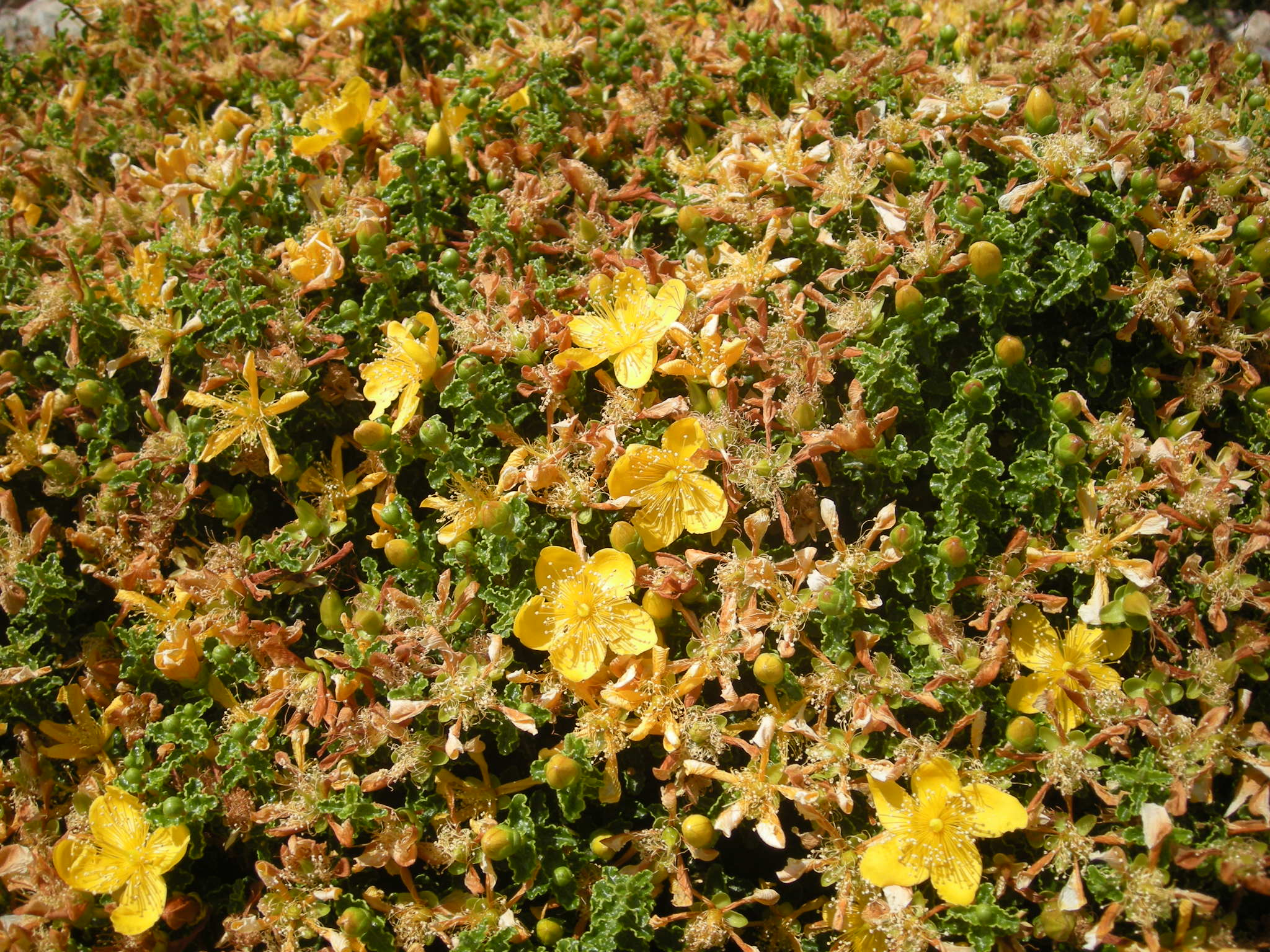
Hypericum balearicum

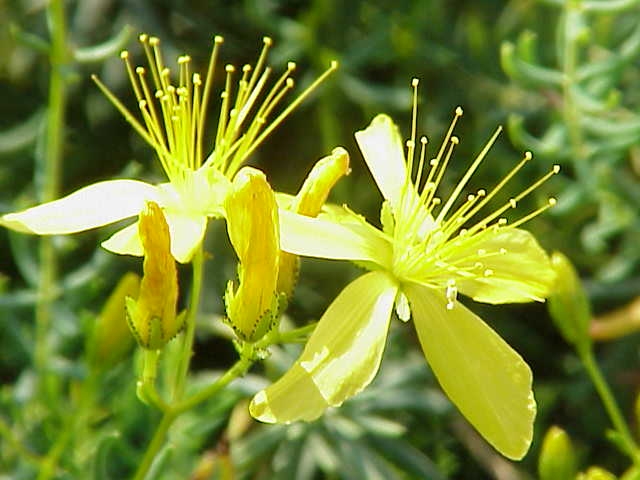
Hypericum coris

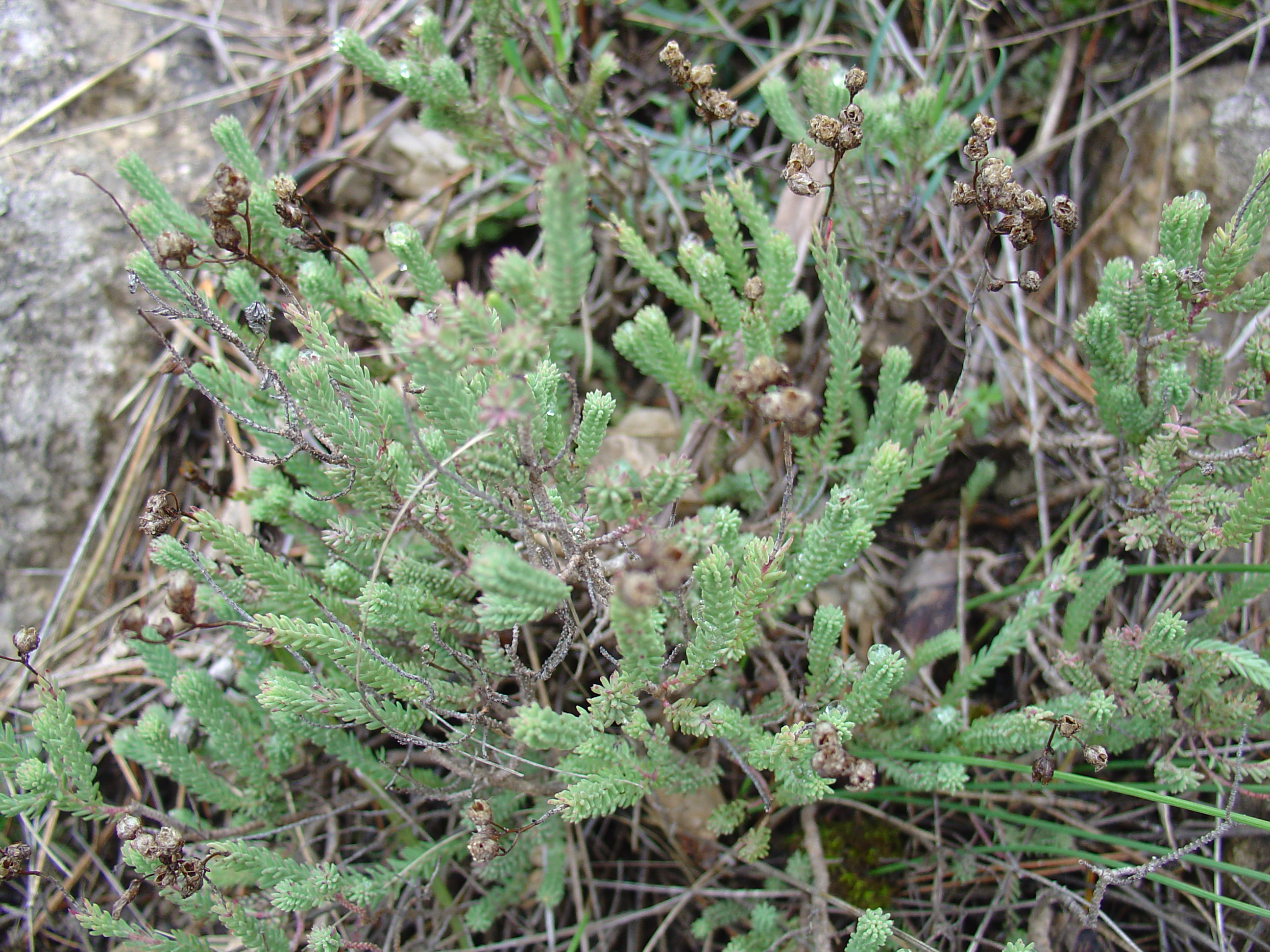
Hypericum ericoides

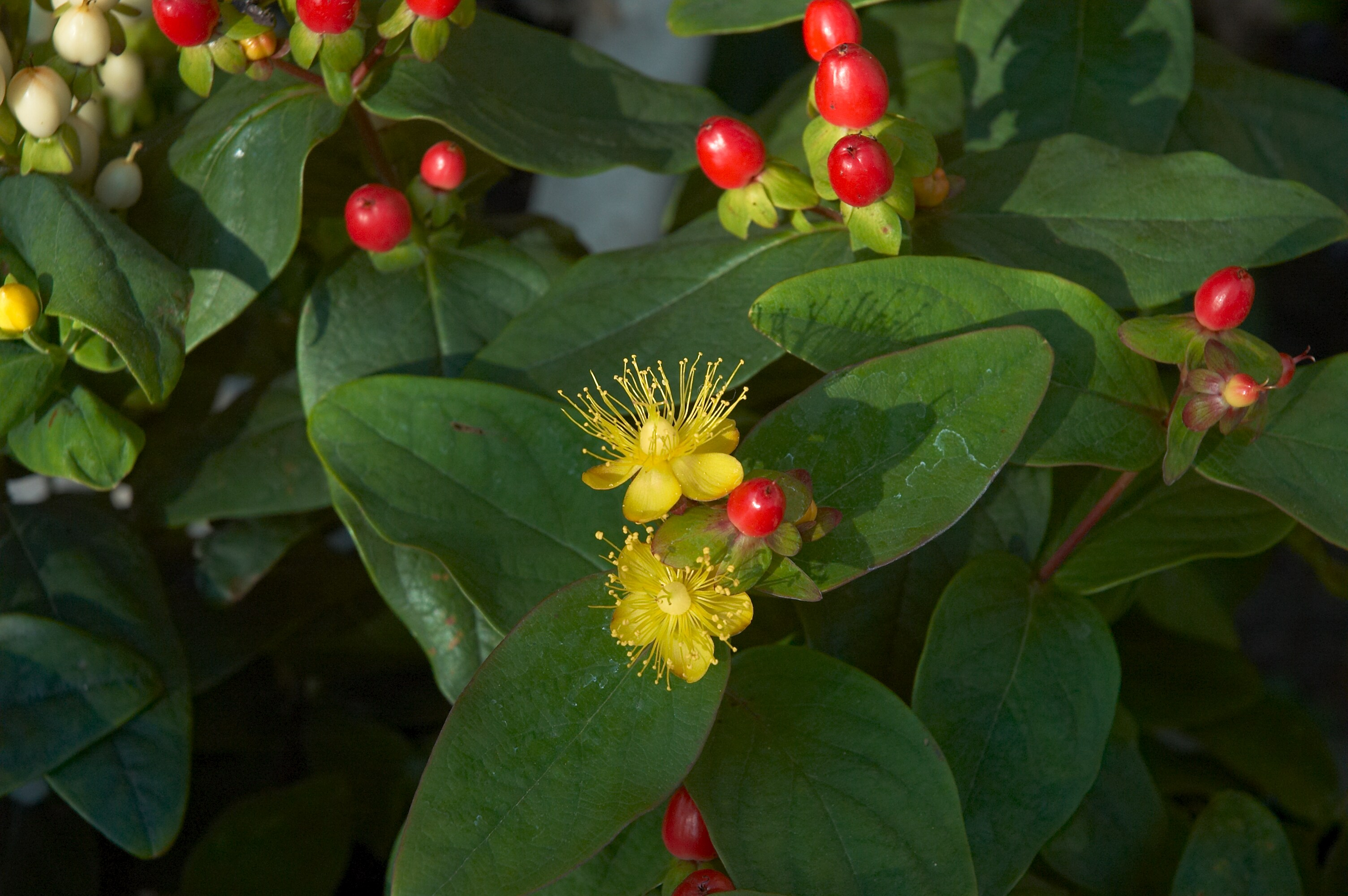
Hypericum inodorum

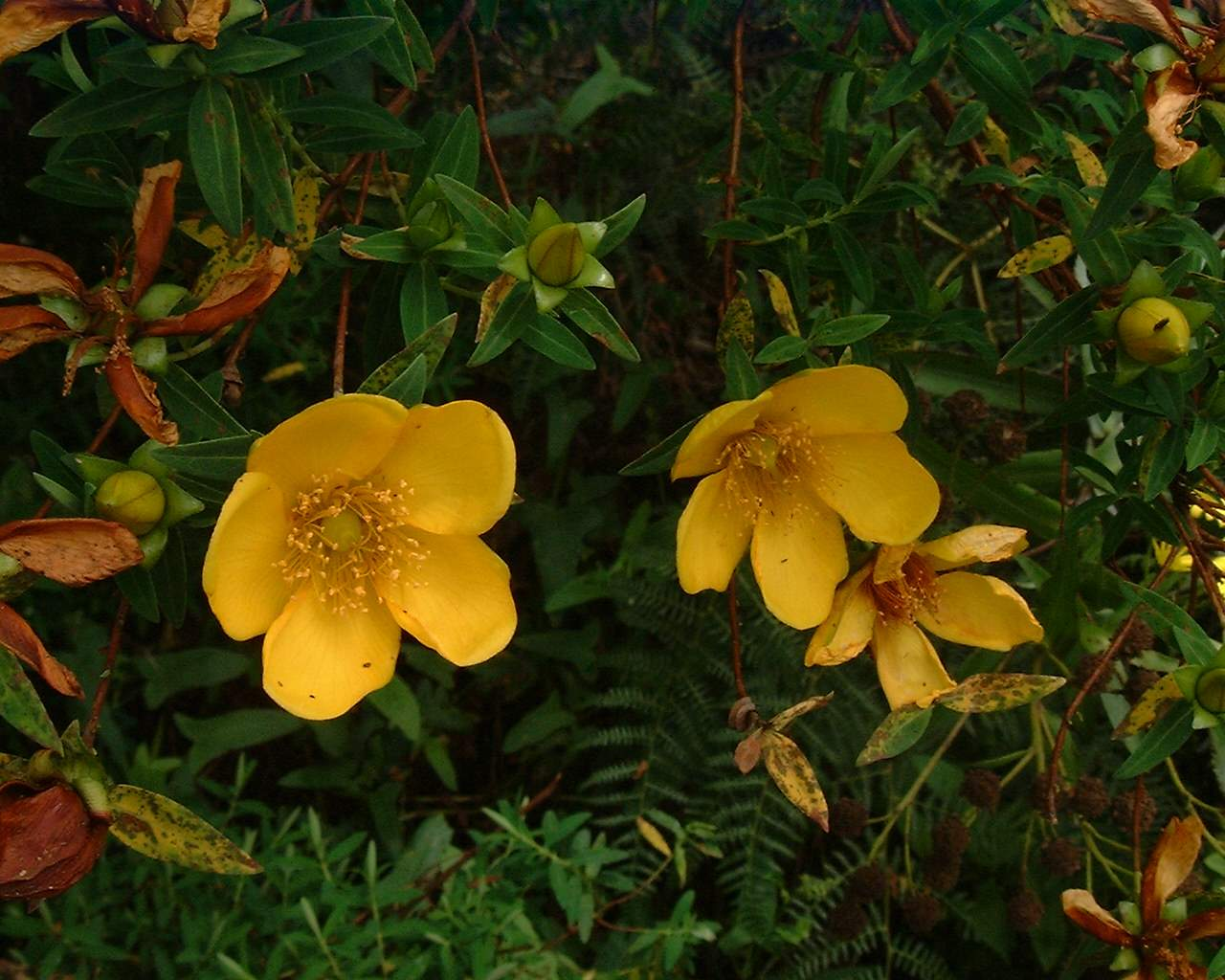
Hypericum lanceolatum

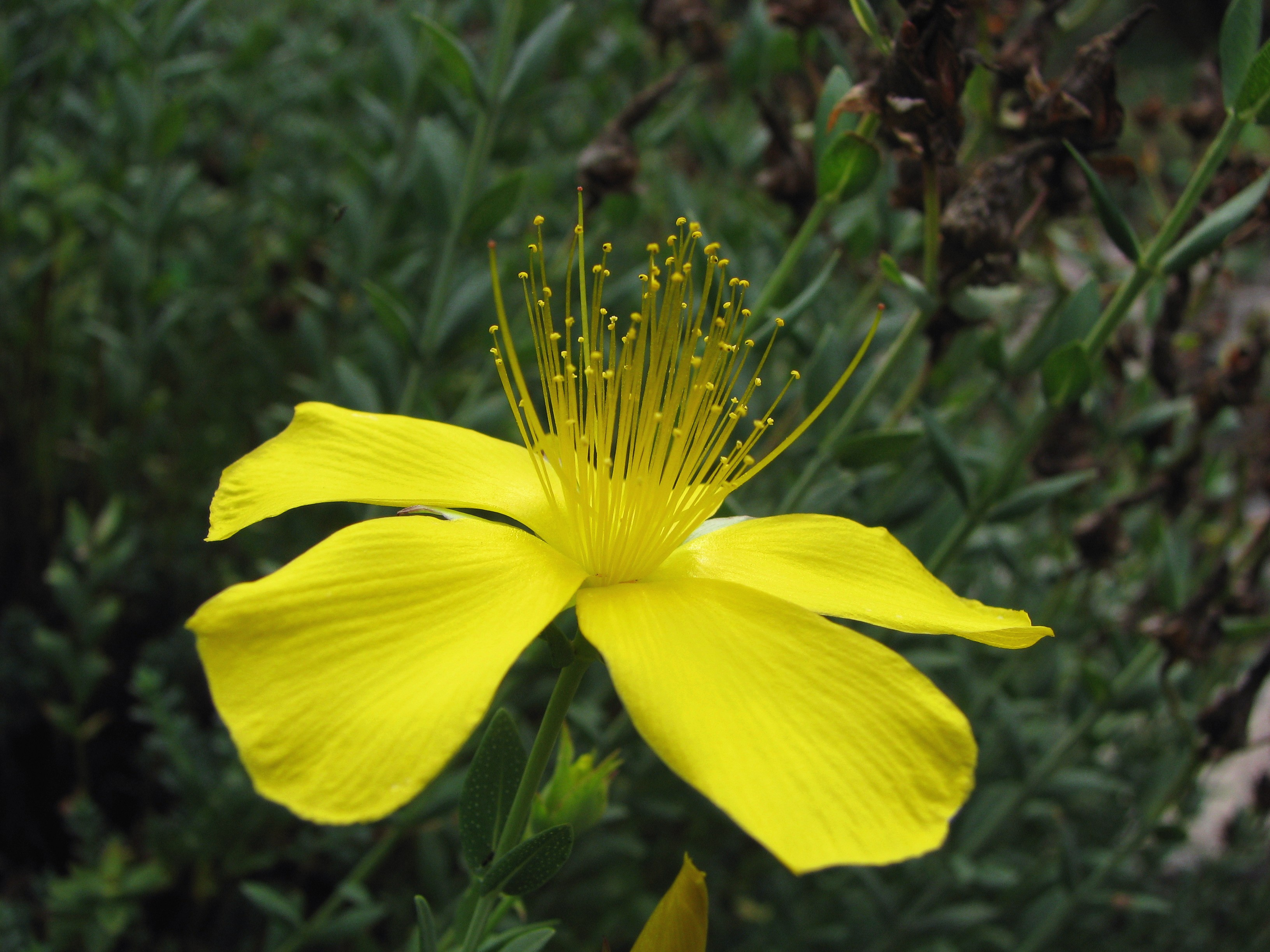
Hypericum olympicum

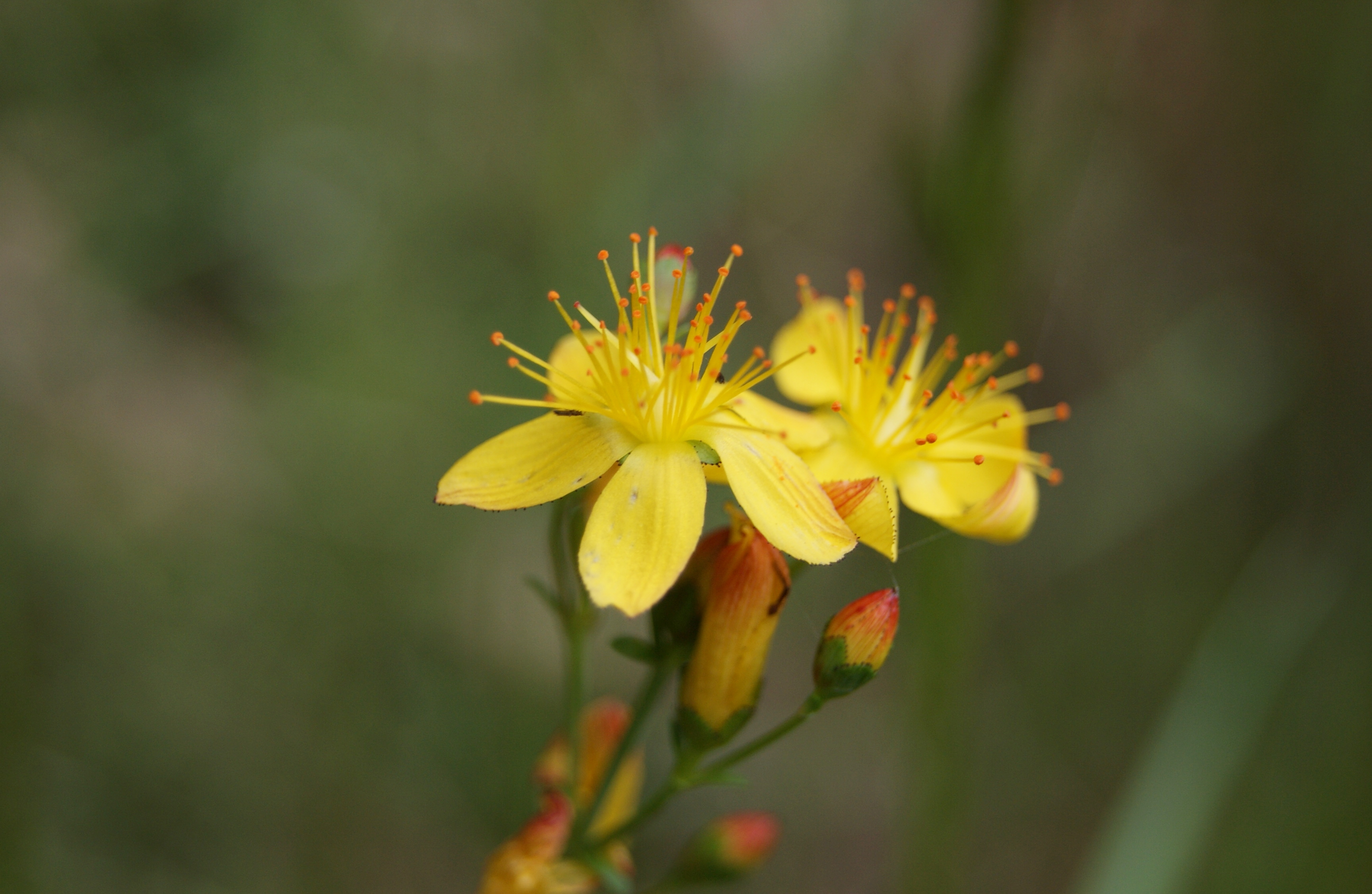
Hypericum pulchrum

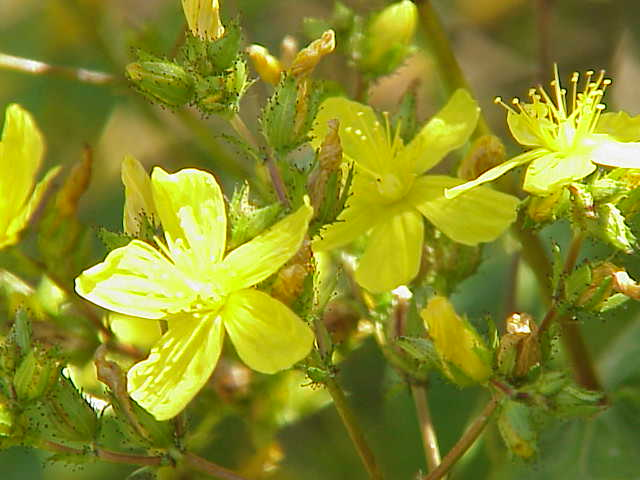
Hypericum tomentosum

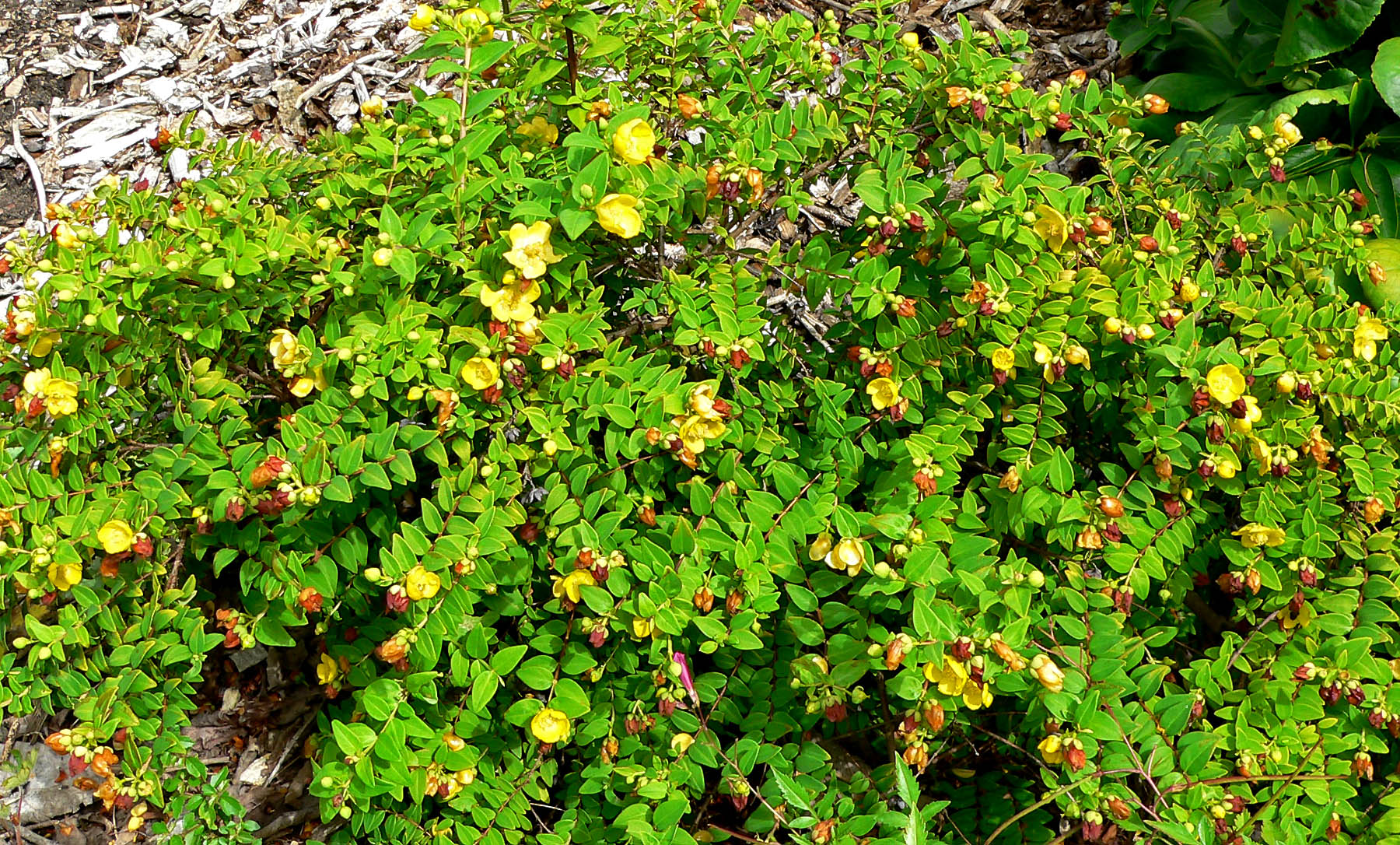
Hypericum uralum

- Hypericum × inodorum
- Hypericum × moserianum
- Hypericum acmosepalum
- Hypericum acostanum
- Hypericum addingtonii
- Hypericum adenotrichum
- Hypericum aegypticum
- Hypericum anagalloides
- Hypericum androsaemum
- Hypericum annulatum
- Hypericum aphyllum
- Hypericum ascyron
- Hypericum asplundii
- Hypericum athoum
- Hypericum atomarium
- Hypericum augustinii
- Hypericum balearicum
- Hypericum balfourii
- Hypericum barbatum
- Hypericum beanii
- Hypericum bellum
- Hypericum boreale
- Hypericum buckleii
- Hypericum bupleuroides
- Hypericum calycinum
- Hypericum canadense L.
- Hypericum canariense
- Hypericum capitatum
- Hypericum cerastoides
- Hypericum choisianum
- Hypericum cistifolium
- Hypericum concinnum
- Hypericum confertum
- Hypericum cordifolium
- Hypericum coris
- Hypericum crenulatum
- Hypericum crux-andreae
- Hypericum cumulicola
- Hypericum curvisepalum
- Hypericum delphicum
- Hypericum densiflorum
- Hypericum denticulatum Walt.
- Hypericum dissimulatum
- Hypericum dolabriforme
- Hypericum dyeri
- Hypericum eastwoodianum
- Hypericum elegans
- Hypericum ellipticum[3]
- Hypericum elodes
- Hypericum elongatum
- Hypericum empetrifolium
- Hypericum erectum
- Hypericum ericoides
- Hypericum fasciculatum
- Hypericum fieriense
- Hypericum foliosum
- Hypericum formosum
- Hypericum forrestii
- Hypericum fragile
- Hypericum frondosum
- Hypericum galioides
- Hypericum gentianoides (L.) BSP.
- Hypericum glandulosum
- Hypericum gnidiifolium
- Hypericum gramineum
- Hypericum grandifolium
- Hypericum graveolens
- Hypericum hartwegii
- Hypericum henryi
- Hypericum hircinum L.
- Hypericum hirsutum L.
- Hypericum hookerianum
- Hypericum humifusum L.
- Hypericum hypericoides
- Hypericum hyssopifolium
- Hypericum japonicum
- Hypericum kalmianum
- Hypericum kamtschaticum Ledeb.
- Hypericum kelleri
- Hypericum kotschyanum
- Hypericum kouytchense
- Hypericum lagarocladum
- Hypericum lancasteri
- Hypericum lanceolatum
- Hypericum lanuginosum
- Hypericum leschenaultii
- Hypericum linariifolium
- Hypericum linarioides
- Hypericum llanganaticum
- Hypericum lobbii
- Hypericum lobocarpum
- Hypericum maclarenii
- Hypericum maculatum
- Hypericum maguirei
- Hypericum majus
- Hypericum matangense
- Hypericum monogynum
- Hypericum montanum L.
- Hypericum montbretii
- Hypericum mutilum L.
- Hypericum myricariifolium Hieron.
- Hypericum mysorense B.Heyne
- Hypericum nanum
- Hypericum nudiflorum
- Hypericum nummularium
- Hypericum oblongifolium
- Hypericum olympicum
- Hypericum orientale
- Hypericum origanifolium
- Hypericum pallens
- Hypericum patulum Thunb
- Hypericum peninsulare
- Hypericum perfoliatum
- Hypericum perforatum
- Hypericum prietoi
- Hypericum prolificum
- Hypericum pseudohenryi
- Hypericum pulchrum
- Hypericum punctatum Lam.
- Hypericum quitense
- Hypericum reflexum
- Hypericum reptans
- Hypericum reductum
- Hypericum revolutum Vahl
- Hypericum richeri
- Hypericum roeperanum Schimp. ex A. Rich.
- Hypericum rumeliacum
- Hypericum sampsonii
- Hypericum scopulorum
- Hypericum scouleri
- Hypericum setosum
- Hypericum socotranum
- Hypericum sphaerocarpum
- Hypericum spruneri
- Hypericum stellatum
- Hypericum subsessile
- Hypericum tenuicaule
- Hypericum tetrapterum
- Hypericum tomentosum
- Hypericum tortuosum
- Hypericum trichocaulon
- Hypericum triquetrifolium Turra
- Hypericum undulatum
- Hypericum uralum
- Hypericum vacciniifolium
- Hypericum wilsonii
- Hypericum xylosteifolium
- Hypericum yakusimense

## Hình ảnh

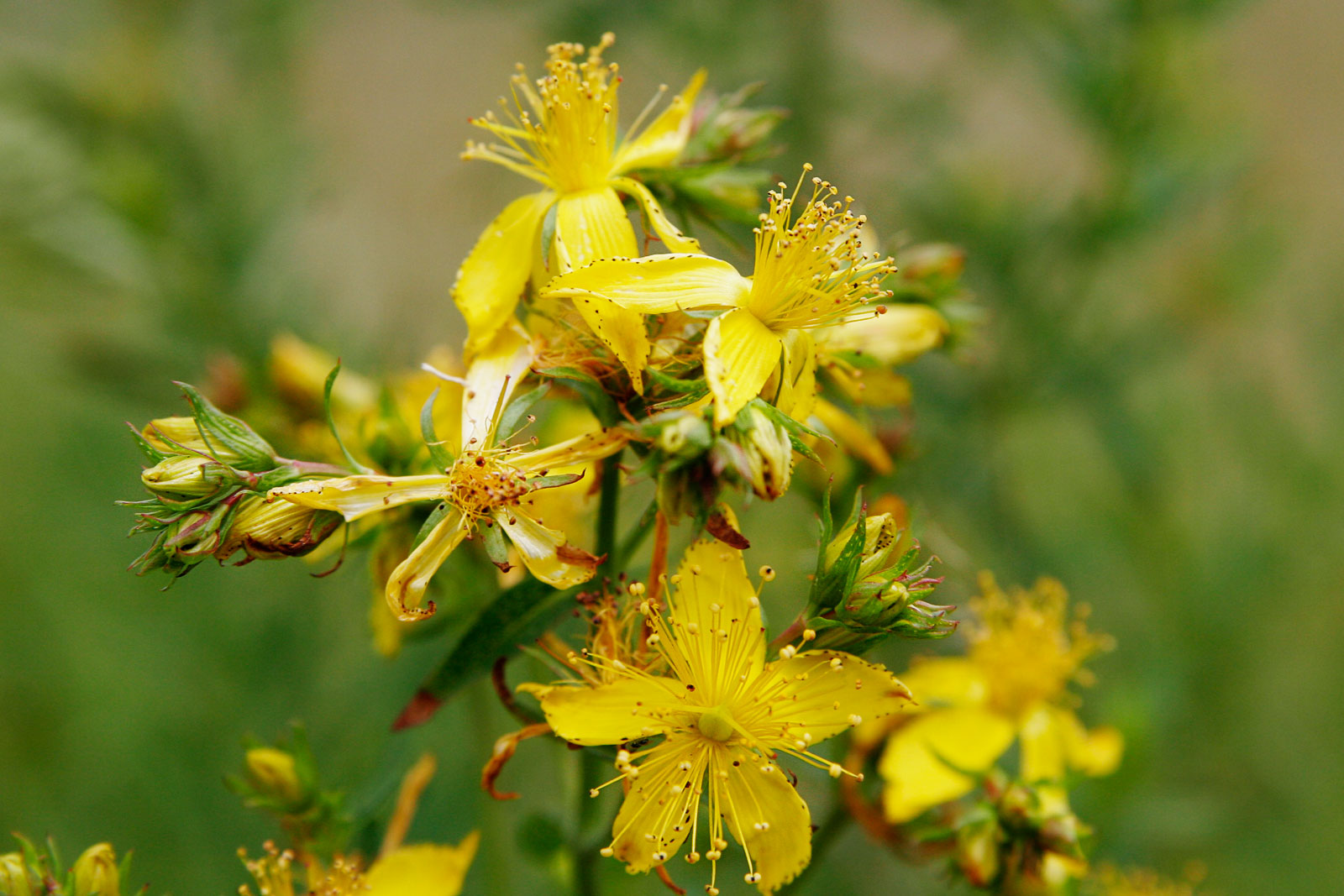
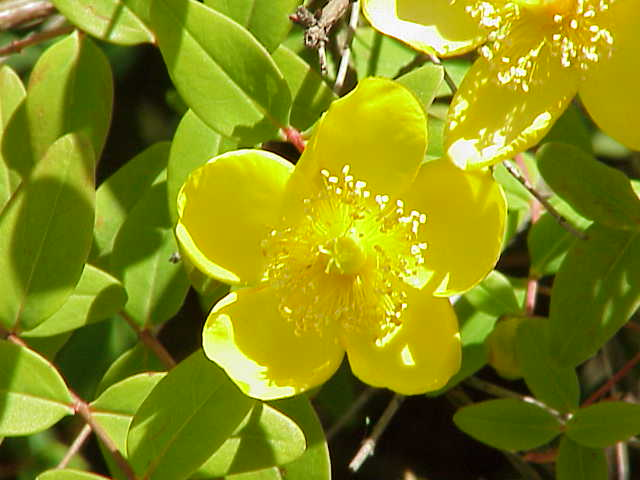
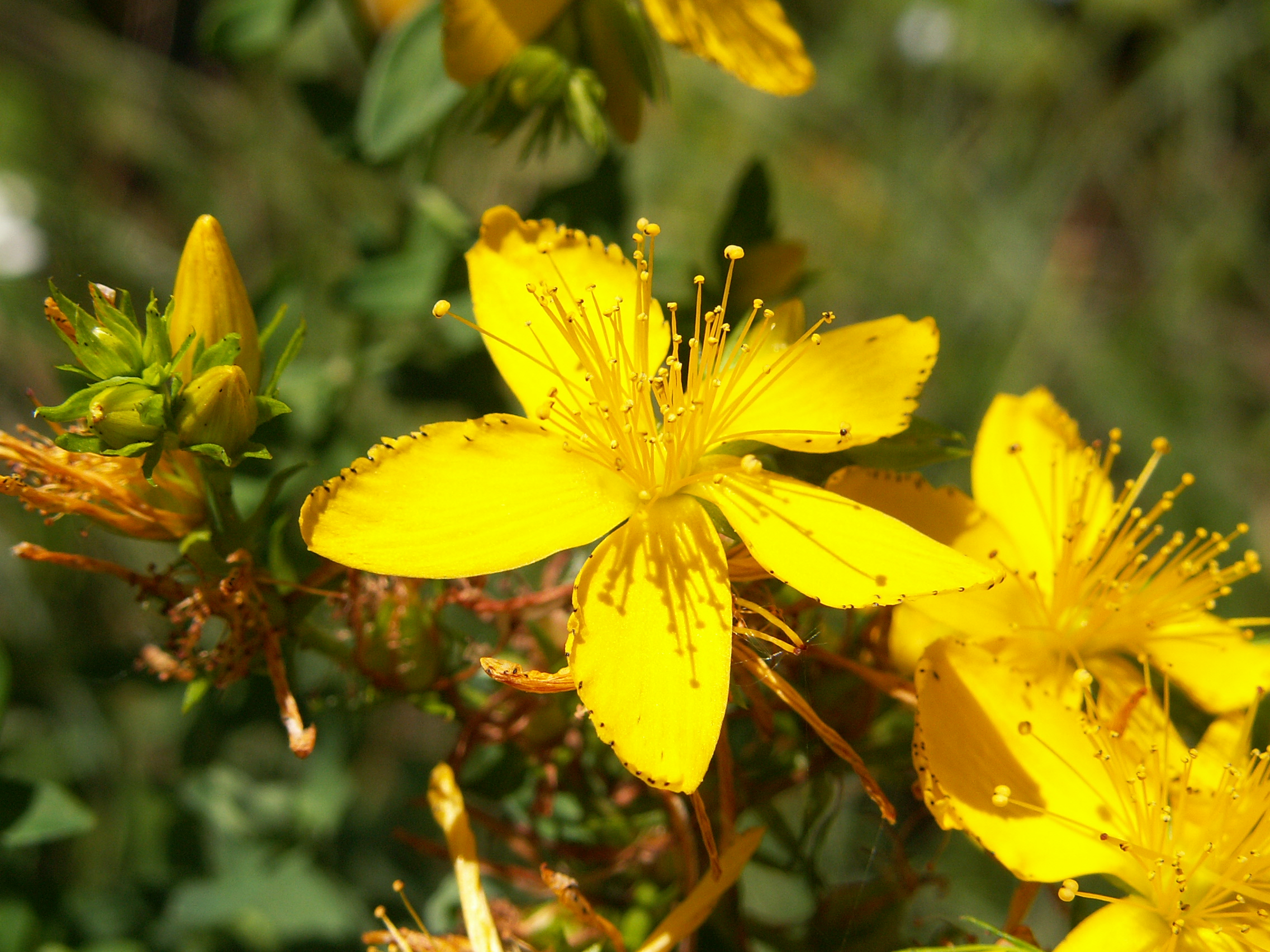
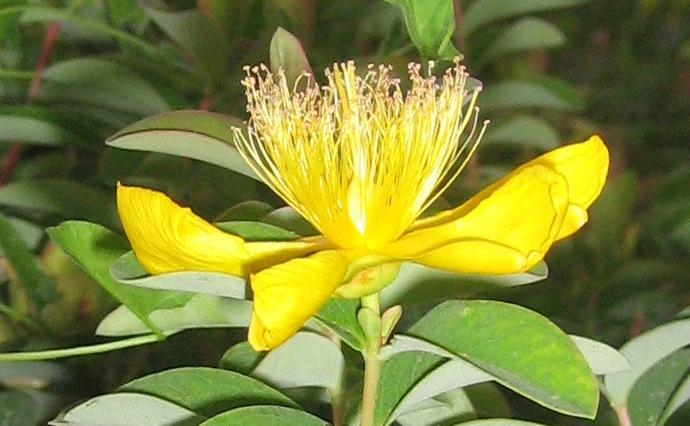